# Coordination démocratique
La Coordination démocratique (en espagnol : Coordinación Democrática), plus connue sous le sobriquet en espagnol de Platajunta, est une coalition réunissant tous les opposants au régime franquiste, lancée le 26 mars 1976 par la présentation d’un manifeste.
La coalition est née à la suite de sa fusion avec la Junta Democrática de España (créée en 1974 par le PCE et différentes personnalités liées à Juan de Borbón, des Commissions ouvrières, du PSP, PTE (es), ASA (es) et d’autres personnalités indépendantes) avec la Plateforme de convergence démocratique (es) (créée en 1975, en réaction à la précédente, par le PSOE, le Mouvement communiste d'Espagne (es), les démocrates-chrétiens et les sociaux-démocrates). L'animateur principale de la Platajunta est le juriste Antonio García-Trevijano, président du « Grupo Independiente ».
Ses objectifs sont l’amnistie, la liberté politique et la convocation d'une Assemblée constituante. La même année, la Coordination démocratique s’élargit, avec d'autres partis et organisations politiques des régions à forte présence nationaliste -en Catalogne, la commission de coordination des forces politiques de Catalogne (ca)-, devenant la Plateforme de convergence démocratique (es). L’échec de cette dernière est causé par l’individualité de beaucoup de ses membres, qui, indépendamment des objectifs déclarés par la junte, négocient avec le gouvernement d’Adolfo Suárez le contenu de la réforme politique menée par celui-ci (la Loi pour la réforme politique). Finalement, la Coordination démocratique disparaît en octobre 1976.